# Osirinus parvicollis
Osirinus parvicollis är en biart som först beskrevs av Adolpho Ducke 1911.  Osirinus parvicollis ingår i släktet Osirinus och familjen långtungebin. Inga underarter finns listade i Catalogue of Life.